# Rex (nome)
Rex  è un nome proprio di persona inglese maschile.

## Origine e diffusione
È un nome recente, diffusosi a partire dal XIX secolo, che è basato sul termine latino rex, "re"; ha quindi significato analogo ai nomi Basileo, Brenno, Malik e Sultan.

## Onomastico
Si tratta di un nome adespota, ovvero privo di santo patrono; l'onomastico si può festeggiare in occasione di Ognissanti, cioè il 1º novembre.

## Persone

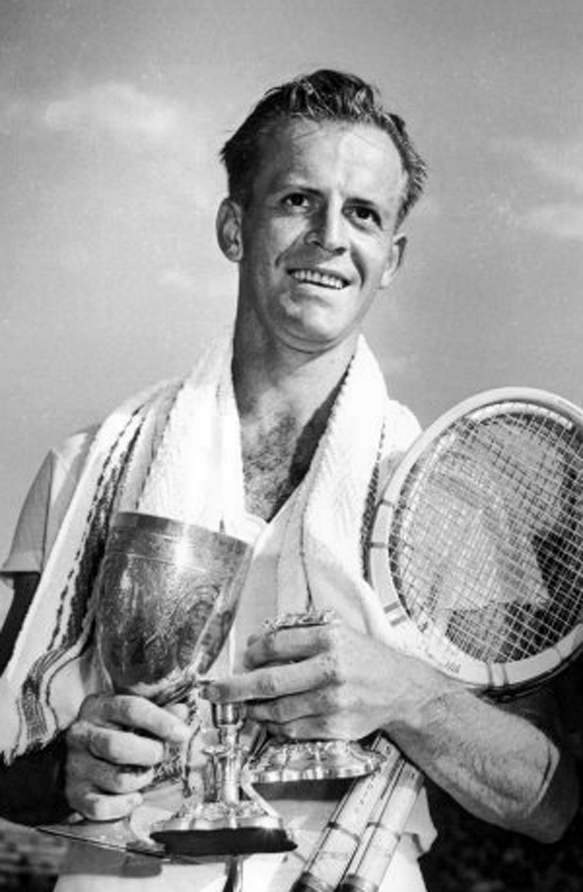
Rex Hartwig

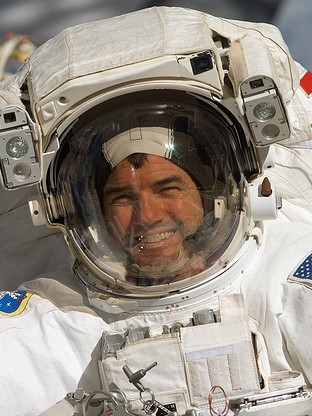
Rex Walheim

- Rex Beach, pallanuotista e scrittore statunitense
- Rex Brown, bassista statunitense
- Rex Burkhead, giocatore di football americano statunitense
- Rex Burns, scrittore statunitense
- Rex Cawley, atleta statunitense
- Rex Chapman, cestista e dirigente sportivo statunitense
- Rex De Rosselli, attore statunitense
- Rex Everhart, attore e doppiatore statunitense
- Rex Gordon, scrittore britannico
- Rex Grossman, giocatore di football americano statunitense
- Rex Hagon, attore e doppiatore canadese
- Rex Harrison, attore britannico
- Rex Hartwig, tennista australiano
- Rex Hughes, allenatore di pallacanestro e dirigente sportivo statunitense
- Rex Ingram, attore statunitense
- Rex Ingram, regista, sceneggiatore e produttore cinematografico irlandese naturalizzato statunitense
- Rex Linn, attore statunitense
- Rex Masterman Hunt, diplomatico britannico
- Rex Morgan, cestista e allenatore di pallacanestro statunitense
- Rex Ryan, allenatore di football americano statunitense
- Rex Smith, attore e cantante statunitense
- Rex Stewart, trombettista statunitense
- Rex Stout, scrittore statunitense
- Rex Walheim, astronauta statunitense
- Rex Walters, cestista e allenatore di pallacanestro statunitense

## Il nome nelle arti
- Rex Leech è un personaggio dei fumetti DC Comics.
- Rex Van de Kamp è un personaggio della serie televisiva Desperate Housewives.
- Rex è il protagonista del videogioco Xenoblade Chronicles 2